# Эобан Утрехтский
Эобан (лат. Eoba, нем. Eoban; убит 5 июня 754, Доккюм) — епископ Утрехта, просветитель Германии, священномученик (дни памяти — 5 июня и 7 июля). Соратник святого Бонифация, погибший вместе с ним во время их последней миссионерской поездки в Фризию.

## Житие
О святом Эобане мало что известно, кроме как из «Жития Бонифация» (лат. Vita Bonifatii). Он был англосаксом, священником, прибывшим в Германию вместе со Бонифацием. В житии Виллибальда сообщается, что 753 году Эобан был хорепископом. Согласно «Фульдскому мартирологу» и «Житию Бонифация», он упоминается как епископ. Он возглавлял Утрехтскую епархию, будучи на кафедре преемником епископа Веры.
Согласно «Vita Bonifatii auctore Willibaldo», утром 5 июня 754 года святой Бонифаций вместе с соратниками числом 50, среди которых предположительно был и Эобан (в житии никто из товарищей не поименован), были убиты в Доккюме язычниками фризами.
Преемником погибшего Эобана в Утрехтской епархии стал епископ Григорий.

## Почитание
После 756 года мощи утрехтских епископов Эобана и Адалара были перенесены в Фульдское аббатство и погребены рядом с останками святого Бонифация. Не позднее 1100 года они были перенесены в Эрфурт. Саркофаг с мощами Адалара и Эобана, находящийся в Эрфуртском соборе, датируют приблизительно 1350 годом. Эрфурт стал особым местом почитания святых Эобана и Адалара.
Святой Эобан почитается также в Англии. Он изображён Никколой Чирчиньяни среди английских святых и мучеников в Английском колледже в Риме.